# 義円

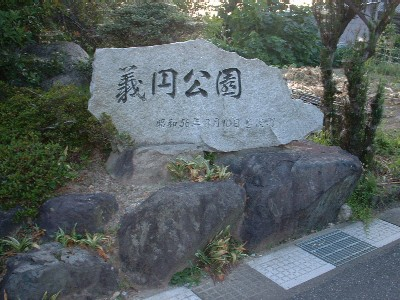
義円公園入口（岐阜県大垣市）

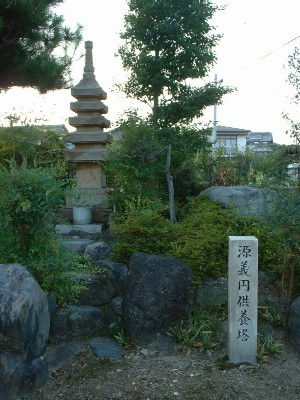
源義円供養塔（義円公園内）

義円（ぎえん）または源 義円（みなもと の ぎえん、久寿2年〈1155年〉 - 治承5年3月10日〈1181年4月25日〉）は、平安時代末期の僧侶で、源義朝の八男。
母は常盤御前で、幼名は乙若丸。同母兄に阿野全成（幼名：今若丸）、同母弟に源義経（幼名：牛若丸）がいる。源頼朝の異母弟。子に愛智義成。

## 生涯
初め園城寺にて出家して卿公（）円成（）となり、後白河天皇皇子である円恵法親王の坊官を務めていた。「卿公」は母が再婚した養父の一条大蔵卿にちなむ命名と考えられるので、養父の縁故によって円恵に仕えたと見られる。その後、時期は不明だが父である義朝から一字とって義円と改名している。
治承5年（1181年）、叔父源行家が尾張で挙兵すると、その陣に参加。墨俣川（現長良川）河畔にて平重衡らの軍と対峙する（墨俣川の戦い）。この時、義円は単騎敵陣に夜襲を仕掛けようと試みるが失敗。平家の家人・高橋盛綱と交戦の末に討ち取られた。享年27。
なお、『吾妻鏡』には義円が頼朝のもとに赴いた記述がないため、義円は直接尾張に入り行家とともに独自に挙兵したと思われるが、『源平盛衰記』に頼朝が義円に1000余騎を与え行家援護のために派遣したとあることから、頼朝が打倒平家の兵をあげた際にその指揮下に合流し、頼朝の命により援軍として行家のもとに派遣されたのではないかとする推測もある。
遺児である義成は愛智荘（現愛知県愛知郡）を領し、愛智氏の祖となった。また、義円の墓は、岐阜県大垣市墨俣町上宿の田畑の中にあり、旧墨俣町の文化財に指定されている。すぐ近くには「義円公園」があり、中には「墨俣川合戦の碑」や「義円地蔵」、「源義円供養塔」などがある。

## 関連作品
- 鎌倉殿の13人（2022年、NHK大河ドラマ、演：成河）